# WASP-17b
WASP-17b (Ditsö̀) es un planeta de baja densidad que orbita la estrella WASP-17, cuyo descubrimiento fue anunciado el 11 de agosto de 2009 por el proyecto SuperWASP, este planeta tiene una órbita en dirección opuesta a la rotación de su estrella, tiene 1,6 veces la masa de Saturno y un radio que va aproximadamente de 1,5 a 2 veces el de Júpiter. Orbita su estrella con una periodicidad de 3,7 días.